# George Nevinson
George Wilfred Nevinson (ur. 3 października 1882 w Wigan, zm. 13 marca 1963 w Lancaster) – brytyjski piłkarz wodny, mistrz olimpijski.
Nevinson był częścią brytyjskiej drużyny, która na Letnich Igrzyskach Olimpijskich 1908 w Londynie zdobyła złoty medal. Brytyjczycy w finale pokonali Belgów 8:2